# Ventolera
Ventolera es una obra de teatro de los Hermanos Álvarez Quintero estrenada en 1944.

## Argumento
Tórtola Cisneros es una joven viuda que va descubriendo poco a poco que su marido la había engañado, lo que la llevará a emprender una nueva vida.

## Representaciones destacadas
- Teatro (Teatro Alcázar, Madrid, 6 de diciembre de 1944 (Estreno). Intérpretes: Lola Membrives, Fernando Ochoa, Mari Paz Molinero, Joaquina Almarche, Luis Roses.
- Teatro (Teatro de la Comedia, Barcelona, 1945). Intérpretes: Tina Gascó.
- Cine (España, 1961). Dirección: Luis Marquina. Intérpretes: Paquita Rico, Jorge Mistral, Ismael Merlo, Carmen Bernardos, Gabriel Llopart, Josefina Díaz.
- Televisión (Estudio 1, TVE, 1972). Dirección: Cayetano Luca de Tena. Intérpretes: Lola Herrera, Pablo Sanz, Nélida Quiroga, Manuel Salgueró.
- Teatro (Teatro Real Cinema, 1999). Dirección: Manuel Canseco. Intérpretes: Maria José Cantudo, Paco Racionero, Juan Meseguer, Antonio Vico, Berta Gómez.